# 堀秀行
堀 秀行（ほり ひでゆき、1954年3月23日 - ）は、日本の声優、俳優、ナレーター。東京都世田谷区出身、静岡県御殿場市育ち。青二プロダクション所属。本名・旧芸名は堀 秀光（ほり ひでみつ）。

## 略歴

### 生い立ち
父・雄二がゴルフ場へ連れて行きすぎることから、昔は勉強が嫌いであった。
成城学園を経て、静岡県立御殿場南高等学校卒業。高校時代はゴルフ部に所属していた。父・雄二によると、1969年時点では、調子のいい時は42 - 43で回るようで、ゴルフ通の立場から言わせると、「将来プロ級になること疑いなし」だったという。
1967年時点のニックネームは「ワーチャン」。由来は、弟が誕生した時、「赤ちゃん」といえずに「ワーチャン」といったので、この名前になったという。
その後、両親がゴルフが好きであり、静岡県御殿場市のゴルフ場に行くため一家揃って東京都世田谷区成城から御殿場市に転居している。

### キャリア
声優になる前は芸能人一家である家に反発し、高校を卒業後家出する。その後2年間ほど板前の修業をするが、そのうち「どうも違うな」という気がしたため、1977年、劇団俳優小劇場に所属。自分のどこかに、「役者をやりたい」という気持ちがあったことからだという。その後、A&E、東企画での舞台活動を経て、青二プロダクションの関係者と出会い、声優の仕事を始める。俳優として映画、テレビにも出演していた。
テレビドラマでのデビューは1979年の『遠い日の戦争』。声優としてのデビュー作はテレビアニメ『宇宙空母ブルーノア』の井上達也役である。初主役はテレビアニメ『タイガーマスク二世』の亜久竜夫 / タイガーマスク役となる。

## 人物
早野寿郎によると1979年時点では俳優小劇場の養成所へ来て足かけ3年だったが、組の代表的な存在になり、合間に大道具の手伝いをしたりしていたため、仲間、先輩、後輩から好感を持たれていたという。甘い顔で、3兄弟の仲では一番二枚目だったという。芝居の基礎だけ2 - 3年して、その後はテレビ、映画の世界に飛び込みたがるものであり、そういう方向に進むものと思っていたという。しかしこの後も舞台を中心に仕事をしていくつもりのようであり、父が生前、「舞台を離れてはいけない」と言っていたため、この遺言を受け継いでゆくつもりのようだったという。一方、声優としてメディアに顔を出すことをあまり好まず、2001年時点では様々なキャラクターを演じることで、「かえって生身の堀秀行が現れてくるはずだ」と考えていたという。

### 家族
男3人兄弟のまん中で、父、母、兄弟全員が役者の役者一家である。曾祖父は歌舞伎役者の松本虎藏。祖父は、高麗屋の番頭、松本幸四郎の番頭で浅草の公園劇場を経営していた興行師の堀倉吉で、市川團十郎、松本白鸚、尾上松緑、中村雀右衛門の面倒を見ていたなど歌舞伎関係の仕事をしていた。父は俳優の堀雄二、母は宝塚歌劇団29期生甲斐はるみ、兄は声優・俳優の堀之紀、弟は俳優の堀光昭。娘は女優の堀友美。息子は明治大学出身でアメフト部に所属していた。堀の妻は息子のことを「タコちゃん」と呼んでいる。娘婿は舞台俳優の鷲尾直人。

### 特色
声優としては、多数のアニメ、洋画等に出演し、テレビ番組のナレーションも務めている。
役柄としては、迫力ある声から軽快なものまで幅広く、熱い心を秘めた役柄に定評があり、気合いの入った役にも縁がある。
堀川は堀のナレーションについては「音吐朗々とした低音の凄く落ち着いた声のナレーション」、「ナレーションでの厚みの声」と評している。また、「演技もストレーション・ナレーションも両方巧みに織り交ぜて行かれる」と語っている。

#### 出演作について
『週刊少年ジャンプ』の連載漫画原作のアニメに出演することが多く、テレビアニメ『魁!!男塾』の剣桃太郎役、『聖闘士星矢』の一輝役など多数の主要キャラクターを演じている。
『宇宙空母ブルーノア』の井上達也役に選ばれたのは、プロデューサーの飯島敬によると、達也役を通して「育ててみたい」と考えたためであったと語る。
『タイガーマスク二世』の亜久竜夫 / タイガーマスク役を演じていた時は、本格的な声優デビューだったが、楽天的に構えて引き受けていた。オーディションは20人ぐらいの参加者がおり、アテレコ慣れしていなかったが、かえって新鮮であったという。竜夫役はより若さと明朗さが強調されていることから堀自身との共通点があるといい、堀はジメジメしてるのはダメだという。アフレコが始まるとセリフをあわせる間もなく画が進んでいき、役作りの余裕もなく必死でついていった。作品のスケール感を出そうとただ元気いっぱいに声を出し、自分の若さをぶつけていた。収録が進むうちに、亜久竜夫とタイガーマスクの二面性に陰影をつけていけるようになった。当初は立ちまわりシーンの声の入れ方に苦労し、旧作のフィルムを何度も見て、熱心に研究を重ねていた。前述の通り、元々舞台役者で芝居で全国を周らなければならず、水曜日だけに『タイガーマスク二世』のアフレコのためだけに東京に戻ってくるという、ハードスケジュールをこなしていた。同作では大塚周夫が日の出スポーツデスクと宇宙プロレス連盟々主の二役を見事に演じ分けており、これから学ばせてくれたという。その頃アニメと同時に、リングでもタイガーマスクが登場しており、タイガーマスクとイベントで一緒になったことがあった。当時、タイガーマスクの正体は秘密であったが、楽屋で本人だった佐山聡と出会う。そこでお互いに自己紹介で「タイガーマスクです」と名乗りあったという。亜久竜夫 / タイガーマスクを演じることを通して、自分自身を表現することこそ、プロフェッショナルの堀なりのやり方と考えるようになった。タイガーマスクの「力が正義なのではない!正義が力だ!」というセリフは当時、若かった堀には難しいものであった。当初は若さにまかせて声をはりあげるので精一杯で、何十回となくテイクをとった。しばらくして収録が三分の一を過ぎた頃、もう一度このテーマを吹き込み直すことになった。その時、キャラクター演技だけではない、堀自身の言葉として説得力を持たせることができたと語る。
『聖闘士星矢』で共演していた弟・瞬役の堀川りょうによると一輝の必殺技である「鳳翼天翔」を使っていた時は「鳳翼天翔〜〜!!」と「地響きがするような感じでエネルギー満点だった」という。瞬との兄弟愛あふれる会話に、思わず堀川と照れ合うこともあったという。二人の最初の出会いは、堀川が21、22歳くらいの時の学校演劇だったという。堀川は堀について「凄く真面目な人物であり、芝居に対して向き合う姿勢も真摯な人物」と評している。後年、アニメの仕事で一緒になることもその時は思っておらず、『聖闘士星矢』放送前から同じ事務所の所属となり、「あれ?りょう??」と言われ、「えっ?堀さん??」と言って声優として再会したという。『聖闘士星矢』では兄弟役であり、「こんな風に繋がっていくんだ」、「人間の縁って、不思議だなぁ」と思っていたという。青二プロダクションの野球部の試合では、堀のバッティングは非常に良かったという。まだ、声がデカく距離感がなく笑い、その笑い声が人柄をよく呵々大笑するという。
剣桃太郎を演じた時は役作りは難しく、一輝と似ている部分があるものの全く同じになると困り、多少声のトーンを高くして、生のしゃべりに近い感じで演じていたという。

### 趣味・嗜好
趣味はゴルフ、スキー、野球、園芸、映画鑑賞。ゴルフについては、かつてはプロを目指していたという。
『水戸黄門』、『大岡越前』など、時代劇が好きである。
資格・免許は普通自動車免許。
古谷徹とは仲が良く、一緒にゴルフ場に行くことが多い。
娘の友美によると、甘いものが好きで、昔は生クリームをそのまま舐めたりしていたという。

## 出演
太字はメインキャラクター。

### テレビアニメ
1979年
- 宇宙空母ブルーノア（井上達也）※堀秀光名義

1981年
- タイガーマスク二世（亜久竜夫 / タイガーマスク）

1982年
- おちゃめ神物語コロコロポロン（ケユクス、ヘラクレス、プロメテウス）
- 機甲艦隊ダイラガーXV（ミランダ・キーツ）
- 銀河旋風ブライガー（ロニページ）
- 銀河烈風バクシンガー（モーリ・アーウィン、カシム・タローン）
- パタリロ!（プラズマX）

1983年
- 愛してナイト（杉、司会者）
- 光速電神アルベガス（神哲也）
- 銀河疾風サスライガー（ハーティ、トフラ・オーモン）
- スペースコブラ
- まんが日本史（畠山政長）
- レディジョージィ（アベル）

1984年
- キン肉マン（1984年 - 1986年、ウォーズマン〈2代目〉、ガンガリアン、バラッキー）
- Gu-Guガンモ（スケさん）
- 宗谷物語（青木、信介、村井）
- Dr.スランプ アラレちゃん（1984年 - 1985年、オートバイ小僧）
- 夢戦士ウイングマン（奥野真）

1985年
- 蒼き流星SPTレイズナー（1985年 - 1986年、アーマス・ゲイル）
- キャッツ・アイ（矢吹信一、マック、山本）
- あした天気になあれ

1986年
- 愛少女ポリアンナ物語（ティモシー・ペイソン）
- 銀牙 -流れ星 銀-（ジョン）
- 剛Q超児イッキマン（沢村一気 / イッキマン）
- 聖闘士星矢（1986年 - 1989年、一輝 他）
- プロゴルファー猿（魔島豹介）
- 北斗の拳（リュウガ）

1987年
- エスパー魔美（スチュワード）
- 仮面の忍者 赤影（1987年 - 1988年、柳生宗厳、魔童子）
- トランスフォーマー ザ☆ヘッドマスターズ（1987年 - 1988年、クロームドーム）
- ハイスクール!奇面組（中林司）

1988年
- キテレツ大百科（ヘンリー、ティホット王子、奥村）
- 魁!!男塾（剣桃太郎）
- シティーハンター（1988年 - 1989年、ロバート・ハリスン） - 2シリーズ
- 新グリム名作劇場（ストーブの王子）
- 新メイプルタウン物語 パームタウン編（トム）
- それいけ!アンパンマン（ケンダマン〈初代〉）
- 闘将!!拉麵男（チューチャイ）
- トランスフォーマー 超神マスターフォース（クロームドーム）

1989年
- 美味しんぼ（1989年 - 1991年、栗田誠、阪村俊夫、寺杉由夫）

1990年
- ドラゴンボールZ（1990年 - 1991年、ギニュー）
- まじかる☆タルるートくん（1990年 - 1992年、江戸城将軍之介、ナレーション）

1991年
- ゲッターロボ號（シュレントルフ）

1992年
- お〜い!竜馬（武市半平太〈青年期〉）
- ドラゴンクエスト ダイの大冒険（第1作）（ヒュンケル）
- スーパービックリマン（ヘラクライスト）

1993年
- 蒼き伝説シュート!（加納隆次）
- GS美神（野村）
- SLAM DUNK（川崎監督）

1994年
- 機動武闘伝Gガンダム（1994年 - 1995年、キョウジ・カッシュ、シュバルツ・ブルーダー）
- キャプテン翼J（ロベルト本郷）

1996年
- 家なき子レミ（コラール）
- 逮捕しちゃうぞ（1996年 - 2007年、ストライク男） - 3シリーズ

1998年
- ジェネレイターガウル（カナエ）
- Bビーダマン爆外伝（ティーゲル）

1999年
- 宇宙海賊ミトの大冒険（爛盤）
- 週刊ストーリーランド（1999年 - 2000年）
  - 「天国への階段」（山村）
  - 老婆シリーズ「正直なパソコン」（青木英男）

- Bビーダマン爆外伝V（ヒドーボン）
- まもって守護月天!（七梨太郎助）
- 名探偵コナン（1999年 - 2006年、新出智明）

2000年
- マシュランボー（カトラス）

2002年
- 犬夜叉（桃果人）
- 機動戦士ガンダムSEED（ジョージ・グレン）
- キン肉マンII世（キン骨マン）
- 炎の蜃気楼（伊達政宗）

2003年
- カレイドスター（マイク・アボット）
- GetBackers-奪還屋-（来栖柾）
- 時空冒険記ゼントリックス（ジャラド国王）
- ぽぽたん（おじさん）

2004年
- 機動戦士ガンダムSEED DESTINY（ロード・ジブリール）
- ケロロ軍曹（虎男）
- 蒼穹のファフナー Dead Aggressor（日野道生）
- ブラック・ジャック（手塚医師）

2005年
- ドラえもん（テレビ朝日版第2期）（2005年 - 2025年、火星人のパパ、大人ののび太）
- BLACK CAT（ベルゼー＝ロシュフォール）

2006年
- おとぎ銃士 赤ずきん（白雪姫の父）

2007年
- ONE PIECE（2007年 - 、ビガロ、バーソロミュー・くま、パシフィスタ、ヴィンスモーク・ジャッジ、くまポリス）

2008年
- 墓場鬼太郎（夜叉）
- バンブーブレード（シナイダー / シルバーブレイバー）
- ヤッターマン（第2作）（怪人百面相）

2009年
- エグザムライ戦国（ダイゴ）

2011年
- ちびまる子ちゃん（辰夫）
- デジモンクロスウォーズ 〜悪のデスジェネラルと七つの王国〜（ドルビックモン）

2012年
- ファイ・ブレイン 神のパズル（クロンダイク）

2014年
- 暁のヨナ（四龍）
- 健全ロボ ダイミダラー（ペンギン帝王）
- ディスク・ウォーズ:アベンジャーズ（アカツキ・ノゾム / ローニン）

2015年
- 落第騎士の英雄譚（ヴァーミリオン国王）

2017年
- テイルズ オブ ゼスティリア ザ クロス（セルゲイ）
- タイガーマスクW（ケニー・オメガ）
- ナイツ&マジック（アウクスティ・ヴァリオ・クシェペルカ）
- ドラゴンボール超（パパロニ）

2018年
- 覇穹 封神演義（通天教主）
- メルクストーリア -無気力少年と瓶の中の少女-（テナー）

2020年
- 炎炎ノ消防隊 弐ノ章（テンペ）

2021年
- ジャヒー様はくじけない!（ナレーション、おっさん魔法少女）

2022年
- デジモンゴーストゲーム（マタドゥルモン）
- 最近雇ったメイドが怪しい（旦那様）

2023年
- 逃走中 グレートミッション（宮本武蔵）

2024年
- 夜桜さんちの大作戦（黒百合義正 / 黒顔）

2025年
- キン肉マン 完璧超人始祖編（ミハイルマン）

### 劇場アニメ
1982年
- 1000年女王（パイロットA）
- FUTURE WAR 198X年
- わが青春のアルカディア

1983年
- パタリロ! スターダスト計画

1984年
- キン肉マン 奪われたチャンピオンベルト（ウォーズマン）
- キン肉マン 大暴れ!正義超人（ウォーズマン）

1985年
- オーディーン 光子帆船スターライト（マモル・ネルソン）
- キン肉マン 正義超人vs古代超人（ウォーズマン）
- キン肉マン 逆襲!宇宙かくれ超人（ウォーズマン）
- キン肉マン 晴れ姿!正義超人（ウォーズマン）
- Gu-Guガンモ（スケさん）

1986年
- キン肉マン ニューヨーク危機一髪!（ウォーズマン）
- キン肉マン 正義超人vs戦士超人（ウォーズマン）
- 時空の旅人（赤武者）
- ハイスクール!奇面組（中林司）

1987年
- 聖闘士星矢 邪神エリス（一輝）
- ドラえもん のび太と竜の騎士（バンホー）

1988年
- 魁!!男塾（剣桃太郎）
- 聖闘士星矢 神々の熱き戦い（一輝）
- 聖闘士星矢 真紅の少年伝説（一輝）

1989年
- 伊勢湾台風物語（西沢竜一）
- 聖闘士星矢 最終聖戦の戦士たち（一輝）

1990年
- 「エイジ」（赤木攻児郎）
- 剣之介さま（暴走族B）

1991年
- まじかる☆タルるートくん（江戸城将軍之介）

1992年
- ドラゴンクエスト ダイの大冒険 ぶちやぶれ!!新生6大将軍（ヒュンケル）
- ろくでなしBLUES（前田太尊）

1993年
- 三国志 第二部・長江燃ゆ!（趙雲）

1994年
- 三国志 完結編・遥かなる大地（趙雲）
- ダークサイド・ブルース（紅蓮）
- スラムダンク 全国制覇だ! 桜木花道（川崎）

1995年
- MEMORIES「最臭兵器」（田中信男）

1998年
- パーフェクトブルー（桜木）

2004年
- 聖闘士星矢 天界編 序奏〜overture〜（フェニックス一輝）

2013年
- PERSONA3 THE MOVIE #1 -Spring of Birth-（幾月修司）

2014年
- PERSONA3 THE MOVIE #2 -Midsummer Knight's Dream-（幾月修司）

2015年
- PERSONA3 THE MOVIE #3 -Falling Down-（幾月修司）

2018年
- 劇場版 夏目友人帳 〜うつせみに結ぶ〜（野宮先生）

2021年
- ジャーニー 太古アラビア半島での奇跡と戦いの物語（ヒンドの父）

### OVA
1985年
- 酎ハイれもんLOVE30S 雨にぬれても

1986年
- 装鬼兵M.D.ガイスト（ハンス）

1987年
- 花のあすか組! 新歌舞伎町ストーリー（あすかのパパ）

1988年
- 魔界都市〈新宿〉（十六夜京也）

1989年
- おがみ松吾郎（松吾郎）
- 銀河英雄伝説（マクシミリアン・フォン・カストロプ）
- Hi-SPEED JECY（フォーク・グリーン）
- バオー来訪者（橋沢育朗）
- 風魔の小次郎（1989年 - 1992年、竜魔） - 3作品

1990年
- 花のあすか組!2 ロンリーキャッツ・バトルロイヤル（あすかのパパ）
- B・B（若林浩一）

1991年
- カンビュセスの籤（エステルの父）
- 創竜伝（1991年 - 1993年、竜堂始）
- BE-BOP-HIGHSCHOOL（1991年 - 1995年、亀井満三郎〈カメマン〉）

1992年
- 間の楔 第1期（シド）
- 永遠のフィレーナ（バラバ）
- 源氏（宗時）
- ドラゴンスレイヤー英雄伝説 王子の旅立ち（リュナン）

1993年
- アイドル防衛隊ハミングバード（取石優馬）
- アル・カラルの遺産（ゼク・イセドウ）
- 今日から俺は!!（1993年 - 1996年、伊藤真司）
- 妖世紀水滸伝（栗原孝行）

1994年
- 修羅がゆく（本郷流一）
- 湘南純愛組!（弾間龍二）

1995年
- 腐った教師の方程式（萩原透）

1996年
- 超人学園ゴウカイザー（不動乱峰）

2000年
- ブラック・ジャック（都築耕一郎）

2001年
- 旭日の艦隊（ワルター・G・F・マイントイフェル）
- 紺碧の艦隊（ワルター・G・F・マイントイフェル、プンゼン）

2002年
- 聖闘士星矢 冥王ハーデス十二宮編（フェニックス一輝）

2009年
- 名探偵コナン 10年後の異邦人（新出先生）

2019年
- 銀河英雄伝説 Die Neue These（ド・ヴィリエ大主教）

2020年
- ゴールデンカムイ（姉畑支遁） - コミックス第23巻アニメDVD同梱版

### ゲーム
1989年
- イースI・II（キース・ファクト）

1991年
- イースIII（チェスター）※PCエンジン
- エグザイル 〜時の狭間へ〜（ユーグ）

1992年
- スーパーシュヴァルツシルト2（ライアン・ノゥビル）
- スプリガン mark2 リ・テラフォームプロジェクト（カニンガム）

1993年
- イースIV The Dawn of Ys（キース）

1994年
- 機動武闘伝Gガンダム（シュバルツ・ブルーダー）
- ドラゴンボールZ 武勇烈伝（ギニュー）

1995年
- 風の伝説ザナドゥII（マーカスト）
- ドラゴンボールZ アルティメットバトル22（ギニュー）
- ドラゴンボールZ 真武闘伝（ギニュー）
- 水滸演武（九紋龍 史進）

1996年
- 新スーパーロボット大戦（シュバルツ・ブルーダー、キョウジ・カッシュ、アーマス・ゲイル）
- DEAD OR ALIVE（リュウ・ハヤブサ）
- ドラゴンボールZ 偉大なるドラゴンボール伝説（ギニュー）

1997年
- スーパーロボット大戦F（シュバルツ・ブルーダー、キョウジ・カッシュ）
- BSファイアーエムブレム アカネイア戦記編 第2 - 4話（ハーディン〈ソシアルナイト〉、Village Youth、カシム〈ハンター〉、メディウス）
- マリカ 〜真実の世界〜（トゥルーマン）
- ラングリッサーI&II（キース）

1998年
- スーパーロボット大戦F完結編（シュバルツ・ブルーダー、キョウジ・カッシュ）
- DEAD OR ALIVE ++（リュウ・ハヤブサ）
- ブラックマトリクス（レブロブス）※セガサターン版
- ラングリッサーV 〜The End of Legend〜（オメガ）

1999年
- SDガンダム GGENERATION（1999年 - 2025年、シュバルツ・ブルーダー、キョウジ・カッシュ、キャプテンG.G.、ロード・ジブリール、ゼフィール・グラード、ジオン兵オペレーター男A〈ZERO・PORTABLE〉、マイキャラクターボイス壮年2〈OVER WORLD〉） - 10作品
- サーカディア（御剣晃）
- スーパーヒーロー作戦（シュバルツ・ブルーダー）
- DEAD OR ALIVE 2（リュウ・ハヤブサ）
- ブラックマトリクス AD（レブロブス）※ドリームキャスト版

2000年
- アーマード・コア2（ボイル・フォートナー）
- FAVORITE DEAR 純白の預言者（フェイン・ルー・ルグス）
- ブラックマトリクス+（レブロブス）※PlayStation版

2001年
- 決戦II（関羽雲長）
- 逮捕しちゃうぞ（ストライク男）

2002年
- キン肉マンII世 新世代超人VS伝説超人（ウォーズマン、キン骨マン）
- スーパーロボット大戦IMPACT（シュバルツ・ブルーダー、キョウジ・カッシュ）
- DEAD OR ALIVE 3（リュウ・ハヤブサ）
- タイガーマスク虎打 〜タイピング虎の穴〜（伊達直人）
- Tomak〜Save the Earth〜Love Story（モーニングサンシャイン）

2003年
- 学園ヘヴン BOY'S LOVE SCRAMBLE!（河本義孝）
- ドラゴンボールZ（ギニュー）

2004年
- キン肉マン ジェネレーションズ（ウォーズマン、キン骨マン、クロエ）
- DIGITAL DEVIL SAGA アバタール・チューナー（ゲイル、デイビッド）
- DEAD OR ALIVE ULTIMATE（リュウ・ハヤブサ）
- ドラゴンボールZ 舞空闘劇（ギニュー）
- ドラゴンボールZ2（ギニュー）
- NINJA GAIDEN（リュウ・ハヤブサ）
- みんなのGOLF ポータブル（アーロン）
- ロックマンX コマンドミッション（アル＝シフォン長官）

2005年
- 餓狼伝 BreakBlow（範馬勇次郎、神山徹）
- 魁!!男塾（剣桃太郎）
- 聖闘士星矢 聖域十二宮編（フェニックス一輝）
- DIGITAL DEVIL SAGA アバタール・チューナー2（ゲイル、デイビッド）
- DEAD OR ALIVE 4（リュウ・ハヤブサ）
- ドラゴンボールZ Sparking!（ギニュー）
- ドラゴンボールZ 舞空烈戦（ギニュー）
- ドラゴンボールZ3（ギニュー）
- NAMCO x CAPCOM（翔）

2006年
- キン肉マン マッスルグランプリ（ウォーズマン）
- キン肉マン マッスルグランプリMAX（ウォーズマン）
- キン肉マン マッスルジェネレーションズ（ウォーズマン、クロエ、キン骨マン）
- スーパーロボット大戦XO（アーマス・ゲイル）
- 天下人（伊達政宗）
- ドラゴンボールZ Sparking! NEO（ギニュー）
- ペルソナ3（幾月修司）

2007年
- 餓狼伝 Breakblow Fist or Twist（範馬勇次郎、神山徹）
- キン肉マン マッスルグランプリ2（ウォーズマン）
- ドラゴンボールZ Sparking! METEOR（ギニュー）
- ドラゴンボールZ 遥かなる悟空伝説（ギニュー）
- NINJA GAIDEN Σ（リュウ・ハヤブサ）
- ペルソナ3 フェス（幾月修司）

2008年
- ガンダム無双2（キョウジ・カッシュ）
- キン肉マン マッスルグランプリ2 特盛（ウォーズマン）
- スーパーロボット大戦A PORTABLE（シュバルツ・ブルーダー、キョウジ・カッシュ）
- スーパーロボット大戦Z（ロード・ジブリール）
- ドラゴンボールZ インフィニットワールド（ギニュー）
- ドラゴンボールZ バーストリミット（ギニュー）
- NINJA GAIDEN 2（リュウ・ハヤブサ）
- ONE PIECE アンリミテッドクルーズ エピソード1 -波に揺れる秘宝-（バーソロミュー・くま）

2009年
- 機動戦士ガンダム ガンダムVS.ガンダムNEXT（シュバルツ・ブルーダー）
- 大怪獣バトルNEO（暗黒機靱メカザム、バトルナイザー音声）
- NINJA GAIDEN Σ2（リュウ・ハヤブサ）
- ペルソナ3 ポータブル（幾月修司）
- ONE PIECE ギガントバトル!（バーソロミュー・くま）
- ONE PIECE ワンピーベリーマッチ（バーソロミュー・くま）

2011年
- DEAD OR ALIVE Dimensions（リュウ・ハヤブサ）
- ドラゴンボールヒーローズ（2011年 - 2018年、ギニュー） - 5作品
- 無双OROCHI 2（リュウ・ハヤブサ）
- ONE PIECE アンリミテッドクルーズ スペシャル（バーソロミュー・くま）
- ONE PIECE ギガントバトル! 2 新世界（バーソロミュー・くま）

2012年
- 機動戦士ガンダム エクストリームバーサス（2012年 - 2016年、シュバルツ・ブルーダー） - 3作品
- 真・三國無双 VS（リュウ・ハヤブサ）
- スーパー戦隊バトル ダイスオーDX（大剣人ズバーン）
- DEAD OR ALIVE 5（リュウ・ハヤブサ）
- NINJA GAIDEN 3（リュウ・ハヤブサ）
- ワンピース 海賊無双（2012年 - 2020年、バーソロミュー・くま、パシフィスタ、ヴィンスモーク・ジャッジ） - 4作品
- ワンピース ROMANCE DAWN 冒険の夜明け（パシフィスタ）
- 龍が如く5 夢、叶えし者（奥寺）

2013年
- スーパーロボット大戦UX（日野道生）
- DEAD OR ALIVE 5 ULTIMATE（リュウ・ハヤブサ）

2014年
- 魁!!男塾 〜日本よ、これが男である!〜（剣桃太郎）
- ジェイスターズ ビクトリーバーサス（剣桃太郎）
- YAIBA: NINJA GAIDEN Z（リュウ・ハヤブサ）
- ペルソナ4 ジ・アルティマックス ウルトラスープレックスホールド（幾月修司）
- ONE PIECE 超グランドバトル! X（バーソロミュー・くま）
- ONE PIECE ワンピースキングス（バーソロミュー・くま）

2015年
- 第3次スーパーロボット大戦Z 天獄篇（皇帝アウストラリス / 次元将ヴィルダーク）
- テイルズ オブ ゼスティリア（セルゲイ）
- DEAD OR ALIVE 5 LAST ROUND（リュウ・ハヤブサ）

2016年
- スーパーロボット大戦OG ムーン・デュエラーズ（エ＝セルダ・シューン）
- テイルズ オブ ベルセリア（フェニックス）

2017年
- 無双☆スターズ（リュウ・ハヤブサ）

2018年
- 機動戦士ガンダム エクストリームバーサス2（2018年 - 2025年、シュバルツ・ブルーダー） - 4作品
- ペルソナQ2 ニュー シネマ ラビリンス（指導者、マザーコンピュータ）

2019年
- DEAD OR ALIVE 6（リュウ・ハヤブサ）
- スーパードラゴンボールヒーローズ ワールドミッション（ギニュー）
- テイルズ オブ ザ レイズ（フェニックス）
- スーパーロボット大戦DD（アーマス・ゲイル）
- 無双OROCHI 3 Ultimate（リュウ・ハヤブサ）

2024年
- ペルソナ3 リロード（幾月修司）
- フィグゼイト -地獄の英雄伝説- EXAレーベル（ハヤテ・ジグラギ）

2025年
- パズル&ドラゴンズ（シュバルツ・ブルーダー）

### 吹き替え

#### 担当男優
トニー・レオン
- エンド・オブ・ザ・ロード（ファンロン）
- チャイニーズ・ゴースト・ストーリー3（フォン）
- ミッドナイト・エクスプレス（チェン・オン）

#### 映画
- アクア・ブルー（ニコラス・ヴィアデス博士〈アダム・ボールドウィン〉）
- イヤー・オブ・ザ・ガン（デヴィッド・レイボーン〈アンドリュー・マッカーシー〉）
- 運命の瞬間/そしてエイズは蔓延した（ドン・フランシス〈マシュー・モディーン〉）
- EX エックス（イアン〈ルーファス・シーウェル〉）※ソフト版
- 風と共に去りぬ（ブレント・タールトン）※日本テレビ新録版
- 風の伝説（プンシク〈イ・ソンジェ〉）
- クラス・オブ・1999（ヘクター）※テレビ朝日版
- グリース2（マイケル〈マックスウェル・コールフィールド〉）
- グレート・ウォリアーズ/欲望の剣（スティーヴン）
- 警察署長 ジェッシイ・ストーン 影に潜む（アンドリュー・リンカーン〈レグ・ロジャース〉）
- 恋する遺伝子（レイ・ブラウン〈グレッグ・キニア〉）※VOD版
- 公共の敵（チョ・ギュファン〈イ・ソンジェ〉）
- ザ・ドッグ・ファイター（フランク）
- 3人の婚約者（テイラー・ワース〈マーク・ハーモン〉）
- 新・13日の金曜日（ディモン〈ミゲル・A・ヌネス・ジュニア〉）
- スーパーマン（若き日のクラーク・ケント〈ジェフ・イースト〉）※テレビ朝日旧録版
- 水曜日に抱かれる女（レイ・リアドン〈ジェームズ・スペイダー〉）
- スウォーズマン 女神復活の章（クー提督〈ユー・ロングァン〉）
- スタートレックII カーンの逆襲（デヴィッド・マーカス）※日本テレビ版
- スティーブ・マーティンのロンリー・ガイ（ラリー・ハバード〈スティーヴ・マーティン〉）
- 鉄の顔を持つ男（ザッチ）
- デューン/砂の惑星（ポウル・アトレイデス〈カイル・マクラクラン〉）※日本テレビ版
- バーチャル・ウォーズ（ジョーブ・スミス〈ジェフ・フェイヒー〉）※VHS版
- ハード・プレイ（ビリー・ホイル〈ウディ・ハレルソン〉）
- パッセンジャー57（スライ・デルヴェッキオ〈トム・サイズモア〉）※ソフト版
- パニック・イン・スタジアム（ジェフリー）※テレビ朝日版
- ハワーズ・エンド（レナード・バスト〈サミュエル・ウェスト〉）
- ビバリーヒルズを乗っ取れ!（ブーマー・ヘイズ〈ケン・ウォール〉）※VHS版
- ファンキー・モンキー（アレック・マッコール〈マシュー・モディーン〉）
- ポエトリー、セックス（ニック〈マートン・チョーカシュ〉）
- ホット・ショット（ケント・グレゴリー〈ケイリー・エルウィス〉）※ソフト版
- 香港発活劇エクスプレス 大福星（リッキー〈ユン・ピョウ〉）
- ボンバー・ライダーズ（ジャック・ハスラー〈ジョン・ストックウェル〉）
- ミセス・ダウト（スチュワート・ダンマイア〈ピアース・ブロスナン〉）※ソフト版
- モブスターズ/青春の群像（ベンジャミン・シーゲル〈リチャード・グリエコ〉）
- ヤンクス（マット〈リチャード・ギア〉）
- レインマン（チャーリー・バビット〈トム・クルーズ〉）※ソフト版

#### ドラマ
- アメリカン・ヒーロー
- ギルモア・ガールズ（アッシャー・フレミング）
- 三国志 赤壁の戦い レッド・クリフのすべて（周瑜）
- シャーロック・ホームズの冒険「三破風館」（ダグラス・メーバリー）
- ツイン・ピークス（ハロルド・スミス〈レニー・フォン・ドーレン〉）
- ヒルストリート・ブルース シーズン1 #6・9（エディ・ホーバン）
- 弁護士ペリー・メイスン（ポール・ドレイクJr.〈ウィリアム・カット〉）※NHK版
- ルーツ（サム・ベネット〈リチャード・ラウンドトゥリー〉）※ソフト版
- ロボコップ（ボー・ハーラン）※ソフト版

#### アニメ
- X-MEN（テレビ東京版）（ケイザー）
- スター・ウォーズ: バッド・バッチ（アヴィ・シン）

#### 人形劇
- サンダーバード 劇場版（ジョン・トレーシー）※ビデオ版
- サンダーバード6号（ジョン・トレーシー）※ビデオ版

### 特撮
1998年
- テツワン探偵ロボタック（カメロックの声、タケルのパパ役）
- テツワン探偵ロボタック&カブタック 不思議の国の大冒険（カメロックの声）

1999年
- 燃えろ!!ロボコン（ロボイドの声）
- 燃えろ!!ロボコンVSがんばれ!!ロボコン（ロボイドの声、ガソリンスタンドの店員役）

2006年
- 轟轟戦隊ボウケンジャー（ズバーンの声）

2007年
- 轟轟戦隊ボウケンジャーVSスーパー戦隊（ズバーンの声）

2008年
- 獣拳戦隊ゲキレンジャーVSボウケンジャー（ズバーンの声）

2009年
- ウルトラマンメビウス外伝 ゴーストリバース（暗黒機靱メカザムの声）
- 大怪獣バトル ウルトラ銀河伝説 THE MOVIE（バトルナイザー音声）

2012年
- 仮面ライダー×スーパー戦隊 スーパーヒーロー大戦（野球仮面の声、黒十字王の声）

### テレビドラマ
- オレゴンから愛
- サイボーグ009誕生編（002 / ジェット・リンク）
- 徳川家康（結城秀康）

### テレビ番組
- 世界の果てまでイッテQ!（外国人吹き替え）
- 見破れ!!トリックハンター（声の出演）
- トリビアの泉（ウォシュレットのビデ機能開発のためストリップに通った男性社員）

### ラジオ
- アドベンチャーロード 空色勾玉（月代王）
- ツインビーPARADISE（アンナモン）
- ソード・ワールド うるわしの我が家亭（司会）
  - 番組中で放送されたラジオドラマ『ソード・ワールドSFC2 いにしえの巨人伝説』の主人公・アーヴェル役
- ラジオドラマ ドラゴンクエストII（ナイト）
- ラジオコメディ みんな大好き（花咲祐一郎）
- サントリー・サタデー・ウェイティング・バー（西本泰）

### CD
- 機動武闘伝Gガンダム GUNDAM FIGHT-ROUND5
- 『キン肉マン 超人大全集（CD）』※セリフのみ
  - 『悲しみのベアークロー（ウォーズマンのテーマ）』（ウォーズマン）
  - 『ファラオの呪い（ミスター・カーメンのテーマ）』（ミスター・カーメン）
- CDドラマコレクションズ 三國志（関羽雲長）
- 集英社カセットコミックシリーズ 魁!!男塾 天挑五輪大武會編（剣桃太郎）※カセット
- 集英社カセットコミックシリーズ 魁!!男塾2 死闘!冥凰島決勝トーナメント（剣桃太郎）※カセット
- 集英社カセットコミックシリーズ 聖闘士星矢 黄金十二宮〈前編〉（一輝）
- 集英社カセットコミックシリーズ 聖闘士星矢 黄金十二宮〈後編〉（一輝）
- テイルズ オブ ファンタジア ANTHOLOGY.2（ブラムバルド）
- 「テツワン探偵ロボタック」ソングコレクション
- 天馬の血族 CRYSTAL LOAD OPERA（オルスボルト）
- GファンタジーコミックCDコレクション ファイアーエムブレム暗黒竜と光の剣（ハーディン）
- ペルソナ3（幾月修司）

#### BLCD
- 腐った教師の方程式 シリーズ（萩原透）
  - 腐った教師の方程式1
  - 腐った教師の方程式2
  - 腐った教師の方程式3
  - 腐った教師の方程式〜君は僕の宝物〜
  - 腐った教師の方程式〜夢もよう恋もよう〜
- こいきな男ら シリーズ（島津京平）
  - こいきな男ら
  - こいきな男ら2
  - こいきな男らSIDE STORY
  - こいきな男ら3
- THE DARK BLUE（ヘーゼル・ヴェイ）
- 世紀末★ダーリン シリーズ（式部紫、ダーリンブラック）
  - 世紀末★ダーリン
  - 世紀末★ダーリン2
  - 世紀末★ダーリン3
  - 新・世紀末★ダーリン
- タブー（鬼頭昭吾）
- ミス・キャスト シリーズ（風間健吾）
  - ミス・キャスト 03 危ない朝
  - ミス・キャスト 04 誘惑の唇
  - ミス・キャスト 05 熱・帯・夜
  - ミス・キャスト 06 取材拒否
  - ミス・キャスト 07 代理出張
  - ミス・キャスト 08 罪な香り
  - ミス・キャスト 09 濡れた瞳
  - ミス・キャスト 10 偽りの答
  - ミス・キャスト 11 不利な立場
  - ミス・キャスト 12 一抹の不安
  - ミス・キャスト 13 揺れる心
  - ミス・キャスト 14 最終章 決断のとき

### ナレーション
- アメトーーク! 「魁!!男塾」特集（予告ナレーション）
- NHK高校講座地学（NHK教育）
- ザ・キング・オブ・ファイターズ'97攻略ビデオ（新声社発売）
- THE・サンデー（日本テレビ系）
- スーパーニュース（不定期）（フジテレビ系）
- ちょっと贅沢!欧州列車旅行（旅チャンネル）
- 超天才・たけしの元気が出るテレビ（日本テレビ系）北野お笑い道場のみ
- 登る女
- ひるおび!（不定期）（TBS系）

### CM
- 魁!!男塾 疾風一号生（剣桃太郎）
- 魁!!男塾 冥凰島決戦（剣桃太郎）
- ドラゴンボールZ 超悟空伝 -覚醒編-（ギニュー）
- ファミコンジャンプII 最強の7人（剣桃太郎）
- 龍虎の拳
- トヨタ・カムリ（ナレーション）
- 丸大 巨獣特捜ジャスピオンソーセージ（ナレーション）
- 雪印食品 鳥人戦隊ジェットマンソーセージ（ナレーション）

### その他コンテンツ
- 玩具・大剣人ズバーン
- サイコラジオドラマ シリーズI CHAIN-もう一つの未来-（羽生光治）
  - 元気の携帯サイトから着うたなどでダウンロードして視聴するもの。